# Conforcos
Conforcos ist eines von 18 Parroquias in der Gemeinde Aller der autonomen Gemeinschaft Asturien in Spanien.

## Geographie
Conforcos hat 44 Einwohner (2011) und Grundfläche von 8,90 km². Es liegt auf 775 m. Die nächste größere Ortschaft ist Cabañaquinta, der 12 km entfernte Hauptort der Gemeinde Aller.

## Klima
Angenehm milde Sommer mit ebenfalls milden, selten strengen Wintern. In den Hochlagen können die Winter durchaus streng werden.

## Fiesta
- Jährlich im September an Christi Himmelfahrt, Fiesta Cristo de la Salud.

## Sehenswürdigkeiten
- Barocke Kirche aus dem 16. Jahrhundert (Iglesia de San Miguel).